# La Chapelle-Montreuil
La Chapelle-Montreuil és un municipi francès situat al departament de la Viena i a la regió de la Nova Aquitània. L'any 2007 tenia 618 habitants.

## Demografia

### Població
El 2007 la població de fet de La Chapelle-Montreuil era de 618 persones. Hi havia 231 famílies de les quals 50 eren unipersonals (27 homes vivint sols i 23 dones vivint soles), 77 parelles sense fills, 85 parelles amb fills i 19 famílies monoparentals amb fills.
La població ha evolucionat segons el següent gràfic:
Habitants censats

### Habitatges
El 2007 hi havia 263 habitatges, 243 eren l'habitatge principal de la família, 8 eren segones residències i 12 estaven desocupats. 262 eren cases i 1 era un apartament. Dels 243 habitatges principals, 199 estaven ocupats pels seus propietaris, 37 estaven llogats i ocupats pels llogaters i 7 estaven cedits a títol gratuït; 14 tenien dues cambres, 35 en tenien tres, 74 en tenien quatre i 121 en tenien cinc o més. 209 habitatges disposaven pel capbaix d'una plaça de pàrquing. A 89 habitatges hi havia un automòbil i a 139 n'hi havia dos o més.

### Piràmide de població
La piràmide de població per edats i sexe el 2009 era:
| Homes | Edats   | Dones |
| ----- | ------- | ----- |
| 0     | 95 o +  | 0     |
| 0     | 90 a 94 | 4     |
| 0     | 85 a 89 | 4     |
| 8     | 80 a 84 | 8     |
| 8     | 75 a 79 | 4     |
| 12    | 70 a 74 | 16    |
| 8     | 65 a 69 | 20    |
| 24    | 60 a 64 | 20    |
| 12    | 55 a 59 | 8     |
| 24    | 50 a 54 | 16    |
| 16    | 45 a 49 | 20    |
| 12    | 40 a 44 | 8     |
| 20    | 35 a 39 | 28    |
| 28    | 30 a 34 | 20    |
| 28    | 25 a 29 | 20    |
| 4     | 20 a 24 | 4     |
| 20    | 15 a 19 | 8     |
| 24    | 10 a 14 | 16    |
| 20    | 5 a 9   | 28    |
| 20    | 0 a 4   | 4     |

## Economia
El 2007 la població en edat de treballar era de 394 persones, 315 eren actives i 79 eren inactives. De les 315 persones actives 286 estaven ocupades (155 homes i 131 dones) i 30 estaven aturades (15 homes i 15 dones). De les 79 persones inactives 34 estaven jubilades, 29 estaven estudiant i 16 estaven classificades com a «altres inactius».

### Ingressos
El 2009 a La Chapelle-Montreuil hi havia 244 unitats fiscals que integraven 633 persones, la mediana anual d'ingressos fiscals per persona era de 16.231 €.

### Activitats econòmiques
Dels 22 establiments que hi havia el 2007, 1 era d'una empresa alimentària, 1 d'una empresa de fabricació d'altres productes industrials, 4 d'empreses de construcció, 5 d'empreses de comerç i reparació d'automòbils, 1 d'una empresa de transport, 2 d'empreses d'hostatgeria i restauració, 1 d'una empresa d'informació i comunicació, 4 d'empreses de serveis, 1 d'una entitat de l'administració pública i 2 d'empreses classificades com a «altres activitats de serveis».
Dels 8 establiments de servei als particulars que hi havia el 2009, 1 era una oficina de correu, 2 tallers de reparació d'automòbils i de material agrícola, 1 guixaire pintor, 2 fusteries i 2 restaurants.
L'únic establiment comercial que hi havia el 2009 era una perfumeria.
L'any 2000 a La Chapelle-Montreuil hi havia 45 explotacions agrícoles que ocupaven un total de 2.093 hectàrees.

## Equipaments sanitaris i escolars
El 2009 hi havia una escola elemental integrada dins d'un grup escolar amb les comunes properes formant una escola dispersa.

## Poblacions més properes
El següent diagrama mostra les poblacions més properes.